# Маэда, Аки
Аки Маэда (яп. 前田亜季, род. 11 июля 1985) — японская актриса и певица. Младшая сестра Ай Маэда. Известна по роли Норико Накагавы в фильмах «Королевская битва» и «Королевская битва 2».

## Биография
Окончила Университет Хосэй в 2008 г.

## Личная жизнь
Ее рост — 1,53 м. 

## Фильмография
- Гамера 3: Месть Ирис (1999)
- Королевская битва (2000)
- Гэндзи: Тысячелетнее любви (2002)
- Возвращение кота (2002) (озвучка)
- Королевская битва 2 (2003)
- Из этого мира (2004)
- Линда Линда Линда (2005)

## Дискография

### Студийные альбомы
- - 1999: Winter Tales
  - 2000: «Boys be…»
  - 2005: we are PARAN MAUM — «Paran Maum»
  - 2005: «Linda Linda Linda»

### Синглы
- - 1999: Gomen Ne
  - 2000: Daijōbu (part of the «Boys be…»)
  - 2000: Genki no SHOWER

## Награды
- 2001: Новичок года, награда японской Академии: фильм «Королевская битва»